# Burghead
Burghead es una localidad situada en el concejo de Moray, en Escocia (Reino Unido), con una población estimada a mediados de 2016 de 1910 habitantes.
Se encuentra ubicada al noreste de Escocia, cerca de la costa del fiordo de Moray (mar del Norte) y al oeste de la ciudad de Aberdeen.

## Historia

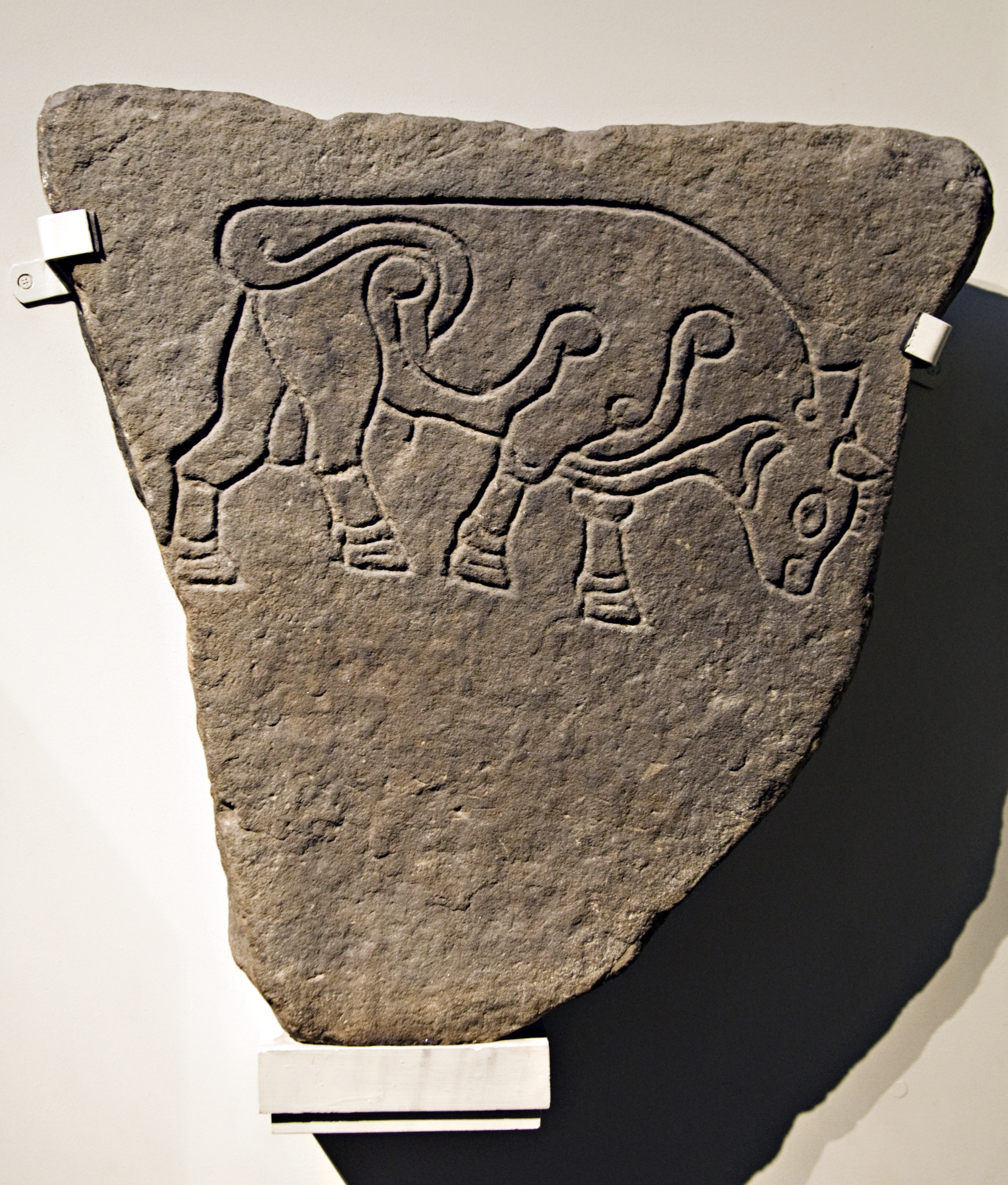
Uno de los toros de Burghead en el museo Británico

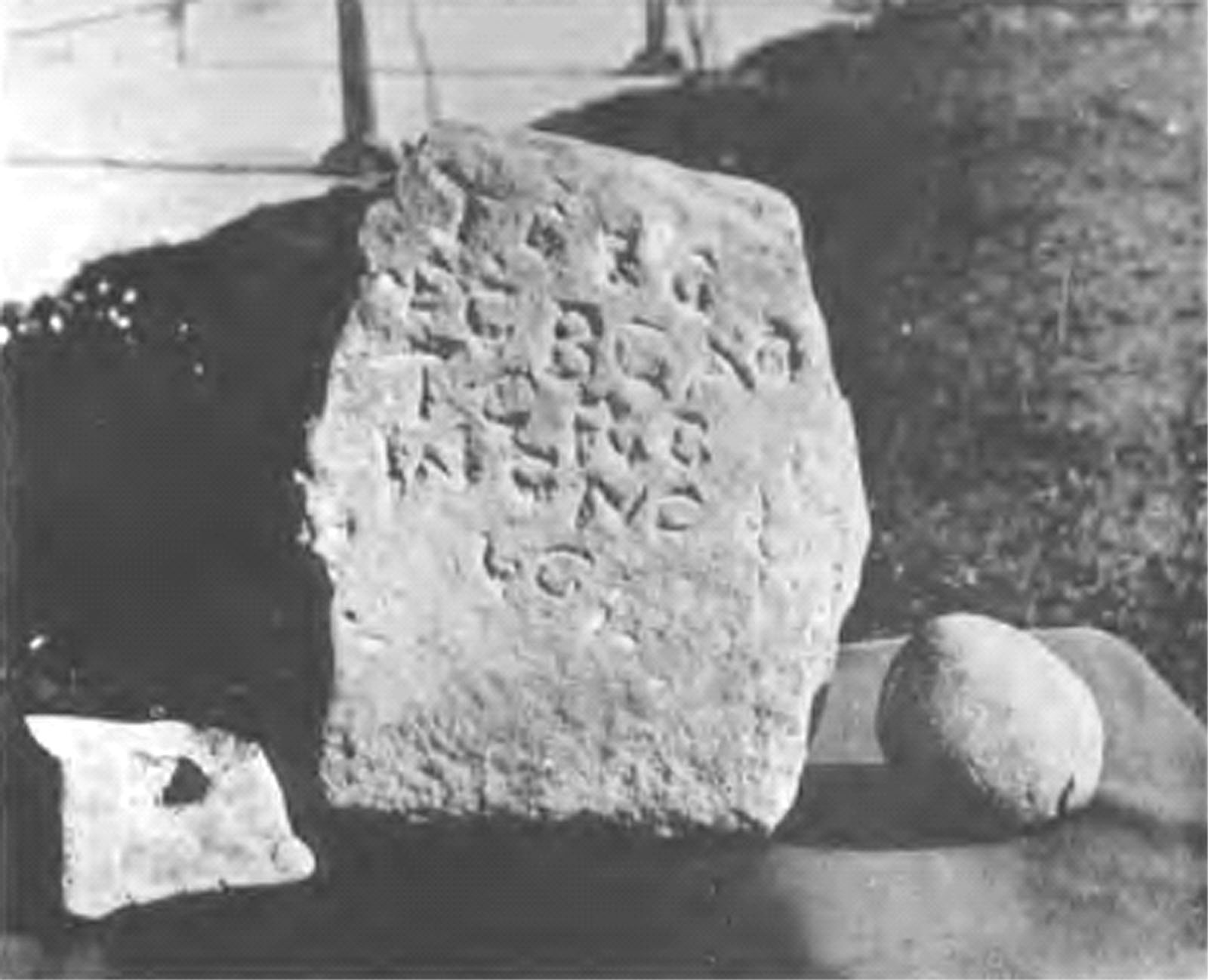
Inscripción en una piedra de Burghead.

El lugar, enclavado en una pequeña península que actuaba como una gran defensa natural, estuvo habitado al menos desde la edad de hierro y tuvo una ciudadela (de tipo fuerte vitrificado) rodeada por cuatro líneas de gruesas murallas en su última versión que construyó el pueblo picto. Constituye un importante yacimiento arqueológico de su época, justo en el centro del reino picto de Fortriu (siglos IV-IX d. C.), Uerturio en idioma picto, del que era capital. Los arqueólogos han desenterrado unas losas con unos artísticos toros labrados en ellas. Hay evidencias de que hubo fundición de hierro a gran escala, que se exportaba a través de un puerto.
La ciudad moderna se levantó a principios del siglo XIX, entre 1805 y 1809, cuando sus murallas, todavía existentes, fueron rebajadas para construir el nuevo poblado sobre la mitad de lo que abarcaba el núcleo original. Fue entonces cuando empezaron a descubrirse restos arqueológicos importantes.
Al menos al siglo XVII se remonta la celebración de un festival tradicional anual que consiste en transportar y quemar un barril lleno de duelas, maderos y líquido inflamable sobre un poste situado en la cima de la colina del pueblo, la noche de cada 11 de enero.